# Céfalo (Cós)

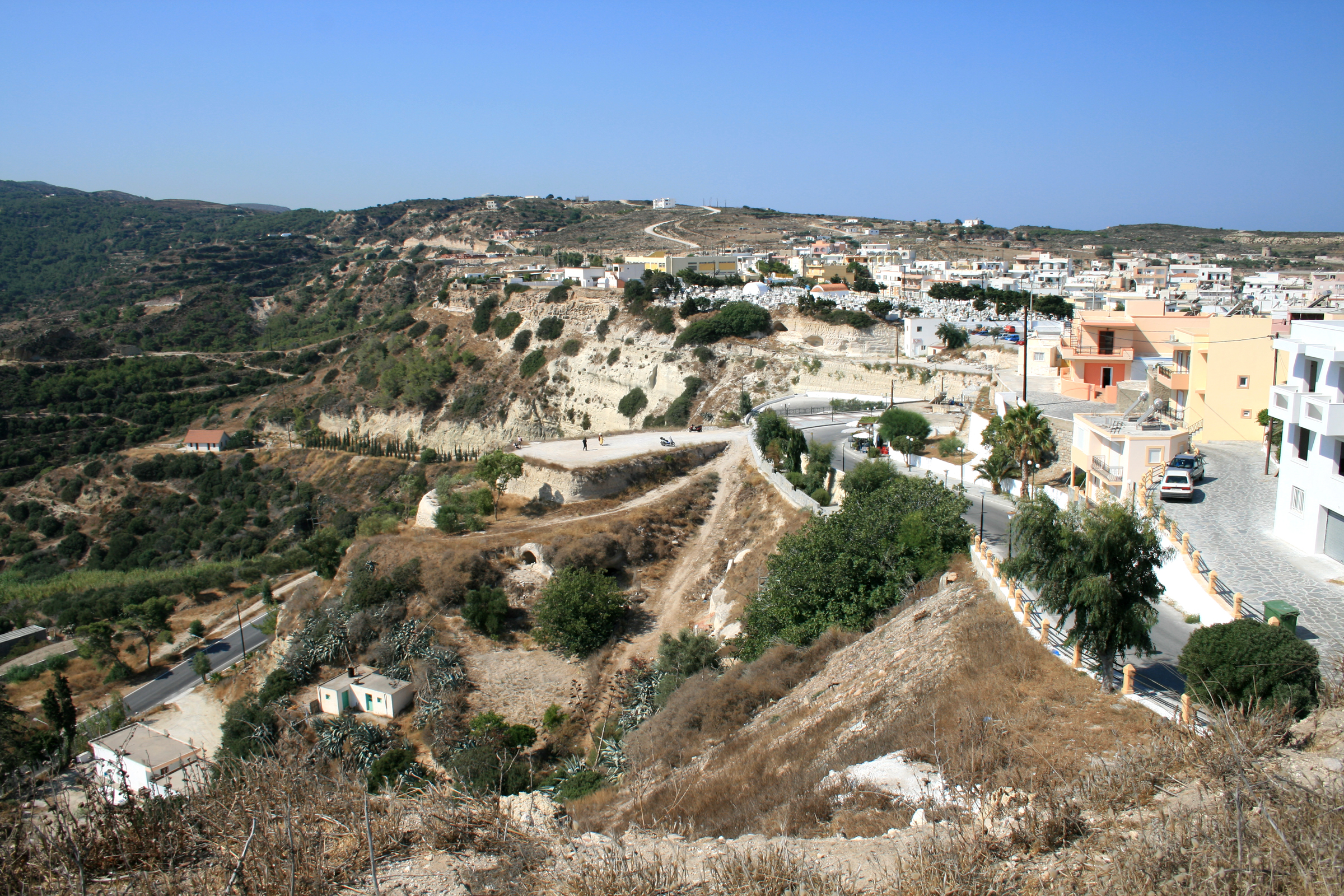
Céfalo

Céfalo (em grego: Κέφαλος; romaniz.: Kéfalos) é uma cidade grega com cerca de 2 000 habitantes localizada no oeste da ilha Cós numa montanha perto do mar.